# Tünde Csonkics
Dans le nom hongrois Csonkics Tünde, le nom de famille précède le prénom, mais cet article utilise l’ordre habituel en français Tünde Csonkics, où le prénom précède le nom.
Tünde Csonkics  est une joueuse d'échecs hongroise née le 29 septembre 1958 à Budapest, grand maître international féminin depuis 1990.

## Olympiades
Grand maître international féminin depuis 1990, Tünde Csonkics fut championne de Hongrie en 1981.
Tünde Csonkics représenta la Hongrie lors de quatre olympiades féminines : en 1980, 1982, 1992 et 1994, remportant deux médailles d'argent par équipe (en 11980 et 1994) et la médailles de bronze par équipe en 1982, ainsi qu'une médaille d'or individuelle au premier échiquier en 1974, deux médailles d'argent individuelles au deuxième échiquier (en 1978 et 1980) et deux médailles de bronze individuelles au premier échiquier (en 1969 et 1972).
Tünde Csonkics participa au tournoi interzonal de Subotica en 1991 où elle marqua 6,5 points sur 13 pour une 16e place ex æquo.